# Krajobraz rolniczy

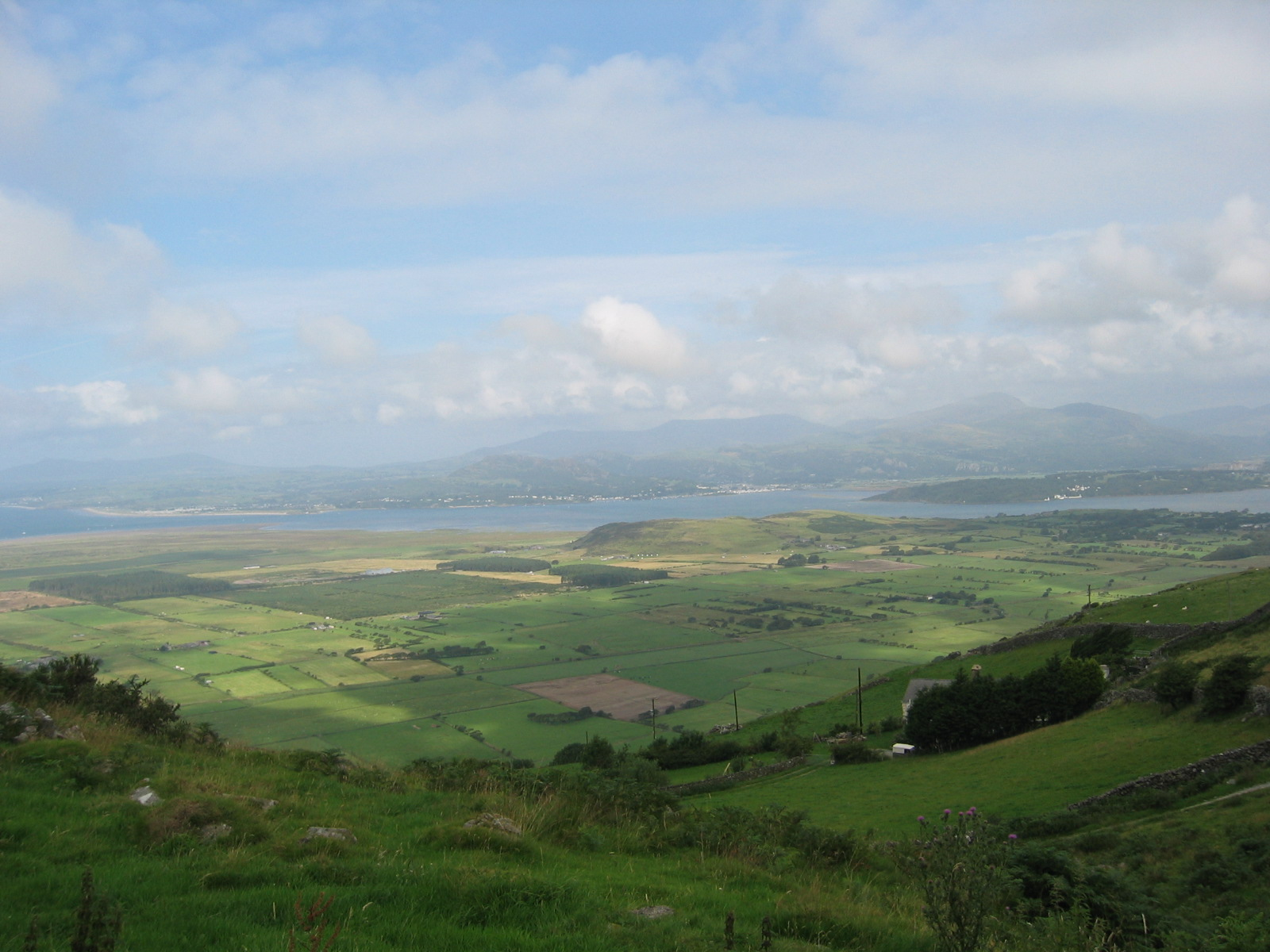
Krajobraz rolniczy

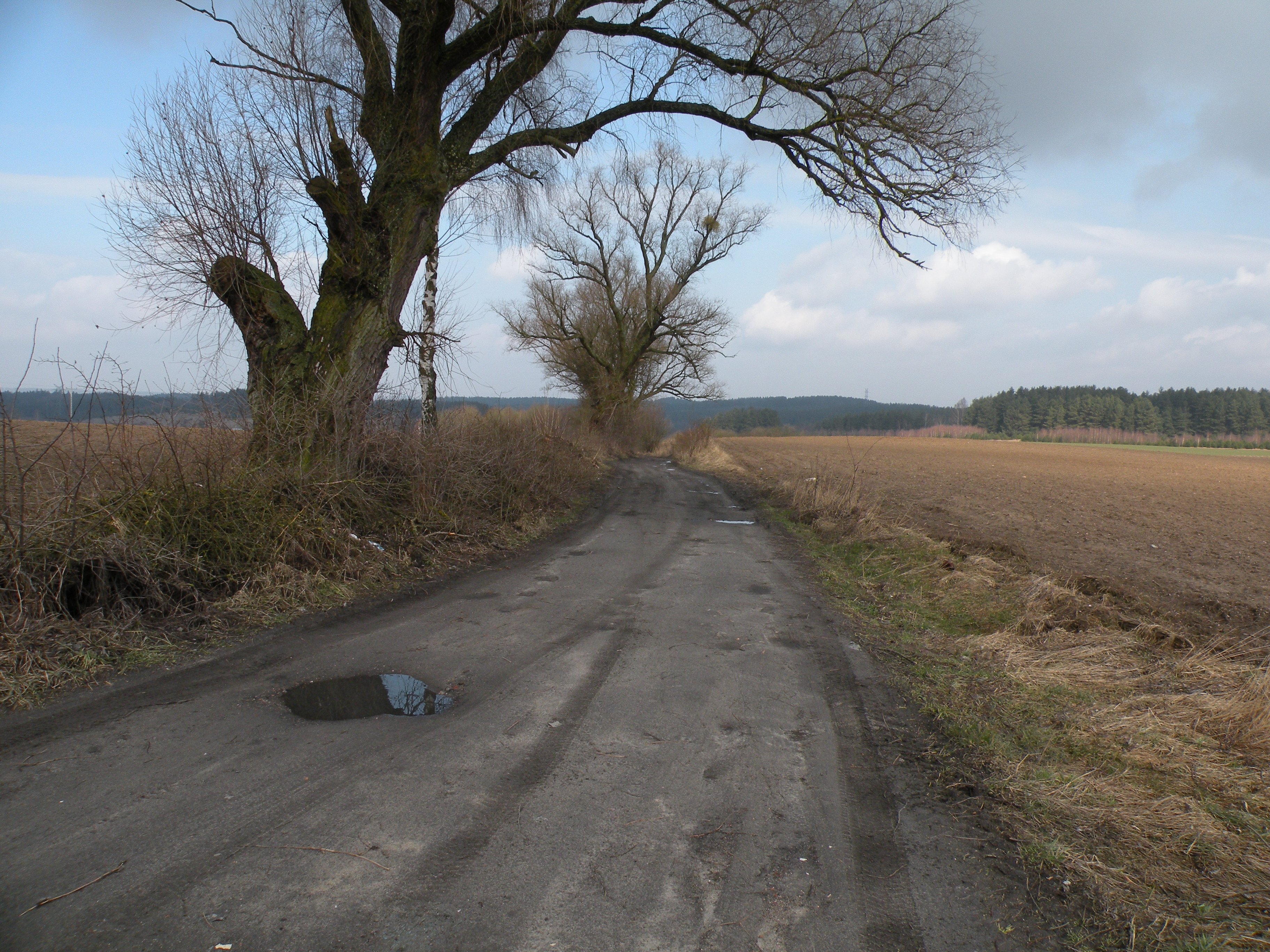
Redykajny, wczesnowiosenny krajobraz rolniczy Warmii

Krajobraz rolniczy – typ krajobrazu kulturowego, ukształtowany pod wpływem działalności rolniczej; to krajobraz m.in. pól uprawnych, powstałych w wyniku wypalania lub karczowania lasów w celu uprawy zbóż, roślin okopowych itp. oraz ukształtowany w wyniku wieloletniego użytkowania rolniczego.
Krajobrazy rolnicze charakteryzują się fauną i florą w znacznym stopniu zorganizowaną i kontrolowaną przez człowieka. Wpływ na gleby jest również bardzo silny: melioracje, nawożenie, stosowanie środków ochrony roślin itd. Z krajobrazem rolniczym ściśle związane są np. rośliny segetalne.